# Trattato di Portsmouth (1948)
Il trattato di Portsmouth del 1948, noto anche come trattato anglo-iracheno del 1948, fu sottoscritto dal Regno dell'Iraq e dal Regno Unito il 15 gennaio 1948 a Portsmouth (Inghilterra). Esso costituì una revisione del precedente trattato anglo-iracheno del 1930.
Durante la seconda guerra mondiale, i britannici avevano nuovamente occupato militarmente l'Iraq in seguito all'infruttuosa guerra anglo-irachena del 1941, con la quale Baghdad aveva tentato di liberarsi dalle pesanti ingerenze britanniche, rimaste malgrado la formale indipendenza concessa nel 1930 da Londra.
Il trattato fu firmato dal primo ministro iracheno Sayyid Salih Jabr, ma il Regno Unito manteneva, sia pure in forma meno appariscente, tutta una serie di sostanziosi privilegi, tanto nella politica interna quanto in quella estera del Paese arabo, sì da suscitare le azioni dell'opinione pubblica irachena, non solo di quella più nazionalistica.
Il trattato prevedeva un'alleanza militare assolutamente sbilanciata a favore della parte britannica, particolarmente sottolineata dalla conservazione di basi militari totalmente sotto il controllo delle forze armate di Londra e dal controllo della politica estera dell'Iraq.
Imponenti manifestazioni in Iraq condussero in breve alla caduta del governo di Jabr, ma il trattato rimase ciò nonostante in vigore per un quarto di secolo, fino al 1973, quando la monarchia irachena era già caduta sanguinosamente da quindici anni (14 luglio 1958) e il nazionalismo si era ormai affermato in quasi tutto il mondo arabo, dopo la rivolta di al-Wathba. Per riportare la situazione all'ordine ed evitare che la situazione indebolisse, come rischiava, il consenso nei confronti della monarchia hascemita, Nuri al-Sa'id offrì la denuncia del trattato ai nazionalisti..
La formale denuncia del trattato si ebbe tuttavia solo nel 1958, grazie all'azione dei liberi ufficiali, guidati dal gen. Abd al-Karim Qasim.